# كيم سون أوك (كاتبة سيناريو)
كيم سون أوك (هانغل:김순옥) هي كاتبة سيناريو تلفزيونية من كوريا الجنوبية. اشتهرت كيم بكتابة الدراما التلفزيونية سلسلة الانتقام إغراء زوجة وإغراء الملاك لعام (2008-2009)، والدراما العائلية جانغ بو ري هنا (2014)، وابنتي كوم سا وول (2016)، زادات شعبيتها على نطاق واسع بسلسلة بنتهاوس (2020-21)، على رغم انها تعرضت للانتقادات بسبب موضوعاتها، الا أنها حققت نجاحا كبيرا على مستوى البلاد.

## الحياة الشخصية
في الواقع، يقال إن الكاتبة كيم سون أوك كانت ربة منزل عادية تزوجت من رئيس النيابة كانغ جيل جو في منتصف العشرينات من عمرها وأنجبت ولدين، ذكرت كيم في مقابله لها ، "بعد أن استقريت في جانجنام بينما كنت اركز فقط على تعليم أطفالي، بدأت في تغطية القصص من خلال التحدث عن الأشياء اليومية في تجمعات الأصدقاء، واجتماعات الآباء، واجتماعات العمات في الحي.
وأضافت الكاتبة كيم: "لا أشاهد أعمالي الدرامية مع زوجي لأنني أشعر بالحرج، لكن عندما تحتوي الدراما على شروط قانونية، اتناقش معه لاخذ النصائح حتى لا أرتكب ايت أخطاء".

## المسار المهني
كيم هي المؤلفة الشهيرة بكوريا الجنوبية، كيم سون أوك التي كتبت مسلسلات لاقت نجاحنا في كوريا، منها سلسلة بنتهاوس التي آثارت جدلا واسعا وحققت نجاحًا كبيرا، اغلب مؤلفات كيم تتمحور حول الانتقام والجشع والهوس والاستفزاز، تعتبر كيم واحدة من أبرز الكتاب بجانب كيم ايون سوك، مون يونغ نام، كانغ إيون-كيونغ، بارك جاي بوم، بارك جي اون، لي وو جونغ وغيرهم. بدأت كيم الكتابة لاول مرة في مشروع قناة ام بي سي بعنوان "دراما المسرح" المكونة من حلقة واحدة، وكتبت كيم خمسة عناوين.
في 4 أغسطس 2022، أعلن ان الكاتبة كيم ستشارك في تأليف الشخصيات والفكرة الرئيسية بمسلسل السيدة الذي من كتابة تلمذيتها هيون جي مين، وفي نفس الشهر ، اعلن ان كيم ستكتب مشروعها الجديد بعنوان "هروب السبعة" والتي من المقرر عرضها في عام 2023.

## أعمالها
| عام    | عنوان               | الاسم الاصلي      | الحلقات                 | التقييم | القناة   |
| ------ | ------------------- | ----------------- | ----------------------- | ------- | -------- |
| 2008   | قلوب المصير         | 그래도 좋아!      | 138                     | 23.4%   | إم بي سي |
| 2009   | إغراء زوجة          | 아내의 유혹       | 129                     | 42.3%   | إس بي إس |
| 2008-9 | إغراء الملاك        | 천사의 유혹       | 21                      | 22.6%   | إس بي إس |
| 2011   | ابتسمي يا أمي       | 웃어요, 엄마      | 50                      | 17.0%   | إس بي إس |
| 2012   | خمسة اصابع          | 다섯 손가락       | 30                      | 14.1%   | إس بي إس |
| 2013   | ولادة عائلة         | 가족의 탄생       | 115 ( من الحلقة 63~115) | 11.7%   | إس بي إس |
| 2014   | جانغ بو ري هنا!     | 왔다! 장보리      | 52                      | 37.3%   | إم بي سي |
| 2016   | أبنتي ، جيوم سا-ول  | 내 딸 금사월      | 51                      | 34.9%   | إم بي سي |
| 2017   | فرقة الأخوات        | 언니는 살아있다   | 68                      | 24.0%   | إس بي إس |
| 2018   | الامبراطورة الأخيرة | 황후의 품격       | 26 (52 بنظام التقسييم)  | 17.9%   | إس بي إس |
| 2020   | السقيفة             | 펜트하우스        | 21                      | 28.8%   | إس بي إس |
| 2021   | السقيفة 2           | 펜트하우스 시즌 2 | 13                      | 29.2%   | إس بي إس |
| 2021   | السقيفة 3           | 펜트하우스 시즌 3 | 14                      | 19.5%   | إس بي إس |
| 2023   | الهاربون السبعة     | 7인의 탈출        | 17 (الموسم 1)           | 7.7%    | إس بي إس |
| 2024   | الهاربون السبعة     | 7인의 탈출        | 16 ( الموسم 2)          | 4.4%    | إس بي إس |

### منشئ
| عام  | عنوان               | العنوان الأصلي      | الحلقات | التقييم | قناة البث | المراجع |
| ---- | ------------------- | ------------------- | ------- | ------- | --------- | ------- |
| 2023 | باندورا: أسفل الجنة | 판도라: 조작된 낙원 | 16      | 5.707%  | تي في ان  | [ 21 ]  |

## الجوائز
- 2014 جوائز إم بي سي دراما: كاتب العام، مسلسل (جانغ بوري هنا)[22]
- جوائز إس بي إس لدراما: جائزة الإنجاز مدى الحياة، مسلسل (بنتهاوس: حرب في الحياة).[23]

## أنظر ايضاً
- كيم إيون سوك
- مون يونغ-نام
- كيم ايون هي
- بارك جي إيون

## روابط خارجية
- كيم سون أوك على موقع IMDb (الإنجليزية)
- كيم سون أوك على موقع قاعدة بيانات الفيلم (الإنجليزية)
- كيم سون أوك على موقع كينوبويسك (الروسية)
- كيم سون أوك في هانسينما